# 최무선 장군 추모제
최무선 장군 추모제(崔茂宣將軍追慕祭)는  대한민국 경상북도 영천시에서 진행되는 추모제이다. 문화관광부가 선정한 이 달의 문화인물이 된 것을 기념하기 위해 1995년부터 매년 과학의 달 4월에 추모 제례와 과학 경연 및 과학 백일장을 개최하고 있다.

## 참고 자료
- 이원석. “최무선 장군 추모제”. 디지털영천문화대전.